# Настенная надпись на Гоулстон-стрит
Настенная надпись на Гоулстон-стрит (англ. Goulston Street graffito) — один из криминально-исторических сюжетов, связанных с Джеком Потрошителем.
Во время расследования уайтчепельских убийств на стене одного из домов, расположенных на лондонской улице Гоулстон-стрит, была обнаружена надпись, признанная доказательством в расследовании этих убийств.

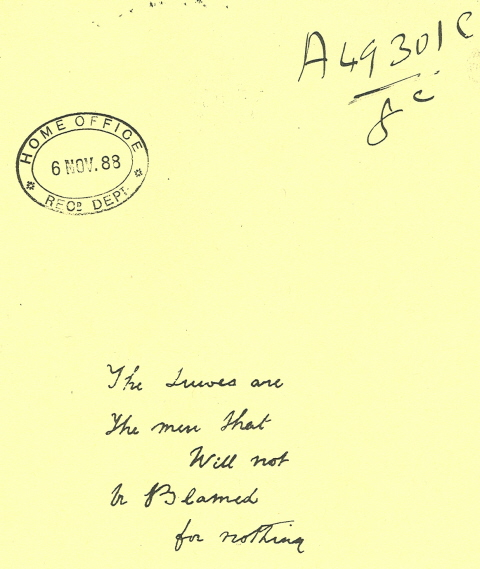
Копия надписи, приложенная к рапорту главного полицейского комиссара Хоум-офис сэра Чарльза Уоррена

## Предыстория
Уайтчепельские убийства являлись серией жестоких нападений на женщин в районе Уайтчепел в восточной части Лондона (Ист-Энд), происходивших между 1888 и 1891 годами. Главным подозреваемым в убийствах был печально известный серийный убийца по прозвищу «Джек-потрошитель».

## Обнаружение надписи
После убийства Элизабет Страйд и Кэтрин Эддоус в ночь на 30 сентября 1888 года правоохранительные органы провели обыск в районе места преступления в попытке обнаружить подозреваемого, свидетелей или доказательства. Примерно в 3:00 утра констебль Альфред Лонг (англ. Alfred Long) из Службы полиции Большого Лондона в подъезде одного дома, выстроенного компанией «Образцовое жильё» и имевшего номер 108—119 по Гоулстон-стрит, Уайтчепел, обнаружил грязный окровавленный кусок передника. Позднее ткань была идентифицирована как часть передника, который носила Кэтрин Эддоус.
Над местом, где был обнаружен кусок передника, на самой стене либо на грязной кирпичной облицовке дверного косяка имелась надпись, выполненная белым мелом.

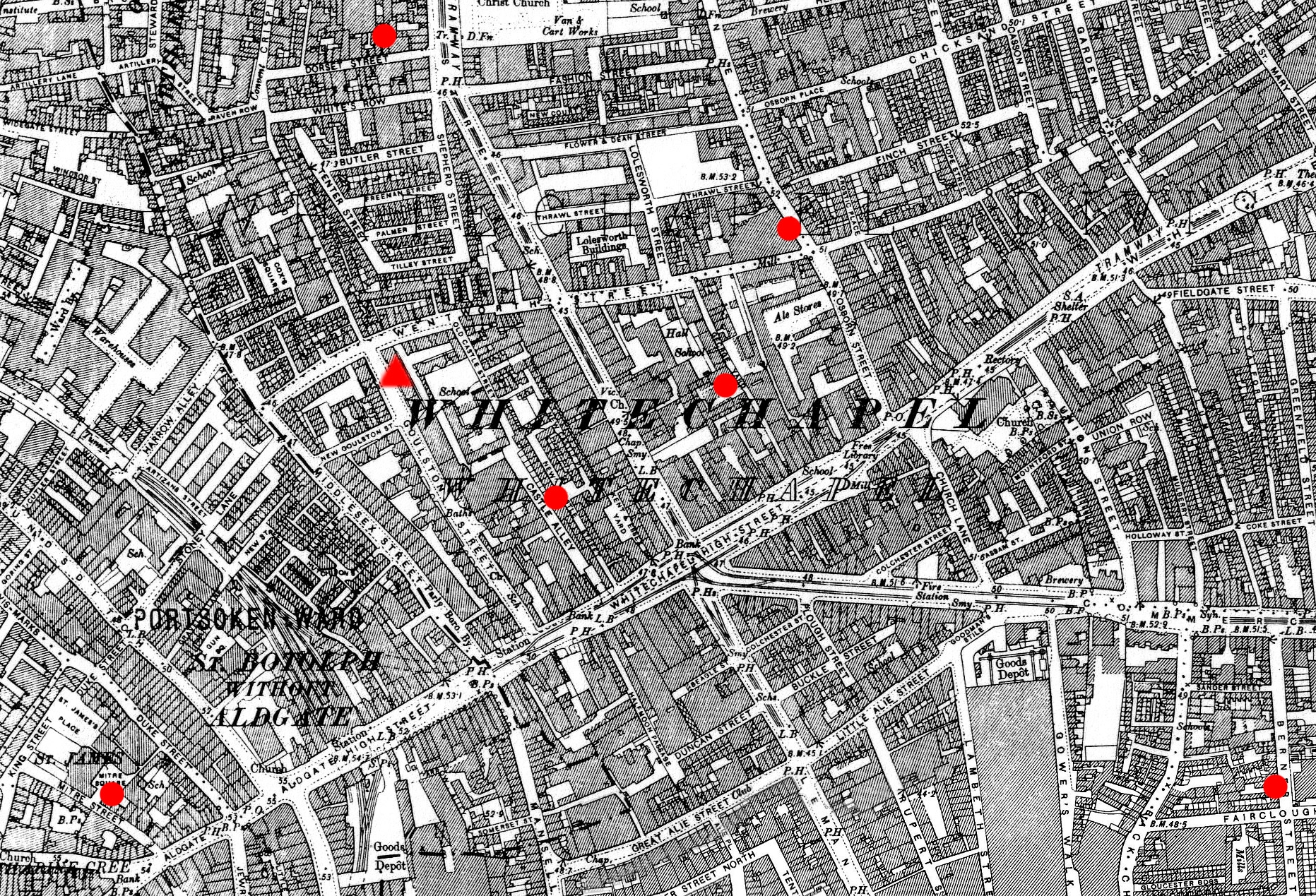
Карта района Уайтчепел по состоянию на 1894 год. Кружками обозначены места обнаружения тел жертв убийств, а треугольником - место, где была найдена надпись

## Версии о содержании надписи
Согласно докладу Лонга, надпись, прочитанная им, была следующей: англ. «The Juwes are the men that will not be blamed for nothing».
Детектив констебль Дэниел Хэйлс (англ. Daniel Halse) из Полиции Лондонского Сити, прибывший к месту происшествия спустя короткое время, выдвинул другую версию о содержании надписи: англ. «The Juwes are not the men who will be blamed for nothing».

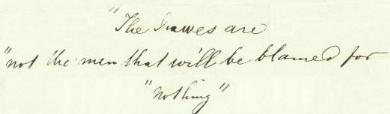
Вариант надписи по версии Д. Хэйлса.

Третья версия, англ. «The Juws are not the men To be blamed for nothing», была записана городским инспектором Фредериком Уильямом Фостером (англ. Frederick William Foster).
Копия надписи, соответствующая версии Лонга, была приложена к докладу комиссара Полиции Большого Лондона сэра Чарльза Уоррена в Хоум-офис.

## Антисемитскаяподоплёка
После убийства Мэри Энн Николс, совершённого 31 августа 1888 года, распространились слухи, что это убийство было делом рук еврея, прозванного «Кожаный Фартук», что привело к антисемитским демонстрациям.
Один еврей, Джон Пицер (англ. John Pizer), который имел репутацию насильника в отношении проституток и был прозван «Кожаный Фартук» из-за его занятий сапожным ремеслом, был арестован, но освобождён после того, как его алиби на момент убийства подтвердилось.

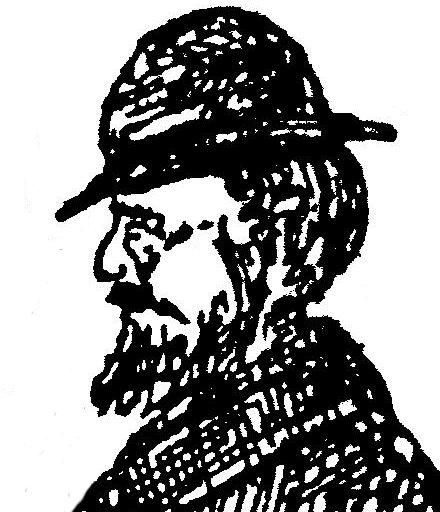
Джон Пицер

Суперинтендант полиции Томас Арнолд посетил место происшествия и увидел надпись. Позднее, в своём докладе от 6 ноября в Хоум-офис, он утверждал, что, учитывая тот сильный настрой против евреев, который уже существует в обществе, обнаружение надписи способно послужить причиной беспорядков:
Имею настоящим сообщить, что утром 30 числа минувшего сентября моё внимание было обращено на некую надпись на стене у входа в жилые помещения, расположенные в доме № 108 по Гоулстон-стрит, Уайтчепел, в которую входят следующие слова: «The Juews are not [слово „not“ впоследствии вычеркнуто] the men that will not be blamed for nothing», и зная, что в результате подозрения пали на еврея по имени Джон Пицер по прозвищу «Кожаный Фартук», имевшего отношение к убийству на Хэнбери-стрит некоторое время назад, принимая во внимание сильный настрой, имевшийся против евреев в целом, а также то, что здание, на котором была найдена надпись, расположено в местности, населённой, главным образом, представителями иудейского вероисповедания, я опасаюсь, что сохранение надписи может повлечь беспорядки, и поэтому полагаю желательным, чтобы надпись была удалена, имея в виду тот факт, что она находится в таком месте, что будет раздражать лиц, входящих в здание и выходящих из него.
Степень религиозной напряжённости была уже высока, и было уже недалеко до беспорядков. Арнолд приказал своему подчинённому, чтобы тот  стоял наготове с губкой для стирания надписи, в то время как он будет советоваться с комиссаром Уорреном. Вопросы о скрытии надписи на время, с тем чтобы дождаться прибытия фотографа, или частичном её удалении были обсуждены, но Арнолд и Уоррен (который лично присутствовал на месте происшествия) полагали, что это было бы слишком опасно, и Уоррен позже заявил, что «счёл желательным, чтобы стереть надпись за один раз».

## Расследование
В то время как надпись на Гоулстон-стрит была найдена на территории, подведомственной Полиции Большого Лондона, кусок передника принадлежал жертве, убитой в Лондонском Сити, который имеет свой собственный отдел полиции.
Некоторые офицеры, особенно представлявшие Полицию Лондонского Сити, не согласились с решением Арнолда и Уоррена об уничтожении надписи и полагали, что надпись является частью картины преступления и должна быть, по крайней мере, сфотографирована, прежде чем стёрта, но надпись была стёрта со стены в 5:30 утра.

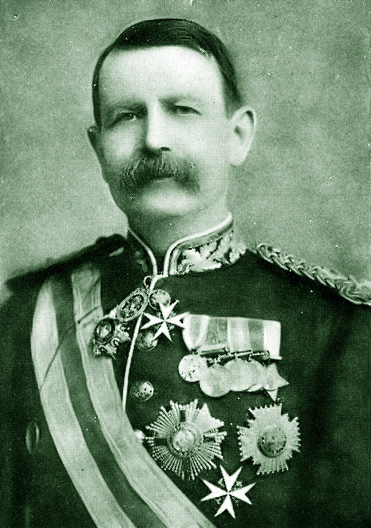
Комиссар полиции сэр Чарльз Уоррен.

По данным полицейского чиновника, контролировавшего расследование Уайтчепельских убийств, почерк, которым была исполнена надпись на стене, не совпадает с почерком автора пресловутого письма «Дорогой начальник», в котором тот взял на себя ответственность за убийства и использовал подпись «Джек-потрошитель».
Также полицейские-современники описываемых событий пришли к выводу, что надпись была малограмотной атакой на еврейское население, проживающее на данной территории.
Полиция допросила всех жителей дома 108—119 по Гоулстон-стрит, но выяснить, кто был автором надписи или убийцей, не удалось.
По словам историка Филиппа Сагдена (англ. Philip Sugden), есть, по крайней мере, три возможных варианта интерпретации данного события, причём «все три возможны, но ни один не доказуем».
Во-первых, надпись вовсе не была сделана убийцей, а кусок передника был подброшен на место исполнения надписи либо случайно, либо намеренно.
Во-вторых, надпись могла быть сделана для того, чтобы «поймать убийцу на его же словах»: некий еврей уличил самого себя и своих соплеменников.
Третья трактовка, согласно Сагдену, одна из наиболее любимых как в Скотланд-Ярде, так и среди представителей еврейской общины Лондона: надпись была преднамеренной уловкой, предназначенной для фабрикации дела против евреев и сбивания полиции со следа настоящего убийцы.
Уолтер Дью, детектив-констебль в Уайтчепеле, склонялся к тому, что надпись случайна и никак не связана с убийством. В то же время главный инспектор Генри Мур (англ.  Henry Moore) и сэр Роберт Андерсон, оба из Скотланд-Ярда, думали, что надпись — дело рук убийцы.

## Трактовки
Исследователь Мартин Файдо отмечает, что надпись содержит двойное отрицание, что является общей чертой диалекта кокни. Файдо предполагает, что надпись может быть переведена на литературный английский язык так: «Евреи не будут нести ответственности ни за что», и что она была выполнена кем-то, кто был уверен, что претерпел обиду от одного из многих еврейских купцов и торговцев из этого района.
В спорной книге Тома Слемена (англ. Tom Slemen) «Джек Потрошитель — агент британской разведки» (англ. Jack the Ripper British Intelligence Agent) автор приводит малоизвестный факт, что «Juwes» — маньчжурское слово, означающее «два». При этом сэр Чарльз Уоррен, уважаемый археолог, знавший как библейские, так и маньчжурский языки, был вынужден заявить о неуместности такой трактовки, и всё же он признался, что первоначально был сбит с толку ссылкой Слемена. В 1909 году Уоррен председательствовал на лекции Клода Ренье Кондера на тему «Происхождение китайцев» (англ. The Origins of the Chinese) в лондонском Кэкстон-холле, где было обращено внимание на сходство маньчжурского языка с европейскими, при этом слово «Juwe» было охарактеризовано как однокоренное с английскими словами «dual» («двойной»), «duet», «duo» («дуэт»).
Другое объяснение предложил Роберт Д’Онстон Стивенсон, журналист и писатель, интересовавшийся оккультизмом и чёрной магией. В статье, подписанной «Тот, Кто Думает, что Он Знает», опубликованной в газете Pall Mall Gazette от 1 декабря 1888 года, Стивенсон, принимая во внимание конструкцию фразы в целом, наличие двойного отрицания, двойное использование определённого артикля the и необычные ошибки в правописании, предположил, что Потрошитель был, скорее всего, французского происхождения. Стивенсон заявил, что даже «необразованный англичанин» или «невежественный еврей» вряд ли напишут слово «еврей» (Jew) с орфографической ошибкой; при этом имевшееся написание было похоже на французское juives. Он исключил из числа подозреваемых франкоязычных швейцарцев и бельгийцев, поскольку «отличительные черты характера обеих этих национальностей не предрасполагают к совершению преступлений этого класса. Напротив, во Франции убийство проституток уже давно практикуется и считается почти что особенностью французской преступности». Это утверждение оспаривалось неким носителем французского языка, для которого этот язык был родным, в письме к редактору упомянутого издания, которое было опубликовано 6 декабря того же года.
Писатель Стивен Найт предполагал, что «Juwes» следует трактовать не как «евреи», а как имена собственные — Джубело (Jubelo), Джубела (Jubela) и Джубелум (Jubelum), трёх убийц Хирама Абиффа, полулегендарной фигуры масонства, кроме того, по мнению Найта, надпись свидетельствует, что убийца (или убийцы) — участник масонского заговора.
Не существует, однако, никаких доказательств, что кто-нибудь до Найта когда-либо обращался в связи с рассматриваемой надписью к трём фигурам, известным под именем «Juwes». Догадки Найта использовались в вымышленных объяснениях убийств, как, например, в фильме «Убийство по приказу» и в комиксе «Из Ада» Алана Мура и Эдди Кэмпбелла.
В дополнение к путанице относительно более точной формулировки и смысла надписи, а также и по вопросу о том, была ли она написана убийцей или нет, писатель и бывший следователь по делам об убийствах Тревор Марриотт (англ. Trevor Marriott) рассмотрел другую возможность: кусок передника, вероятно, не обязательно был выброшен убийцей по дороге обратно в Ист-Энд от Митр-сквер. Он мог быть использован самой жертвой в санитарно-гигиенических целях и выброшен ею по пути из Ист-Энда в сторону Митр-сквер. При этом, по собственным словам Марриотта, это объяснение «многие специалисты считают невероятным».
По мнению современного британского историка-криминалиста Дональда Рамбелоу, надпись сделана Джеком-потрошителем под влиянием идей о «несправедливом устройстве мира».

## Современный взгляд
На сегодняшний день вопрос о том, имеет или нет надпись отношение к убийству, полностью не решён. Многие современные исследователи предпочитают позднейшее объяснение, считая, что кусок передника был выброшен ранее, чем появилась надпись, а сама надпись была случайной. Они считают, что антисемитские граффити были обычным делом в Уайтчепеле того времени и что такое поведение, выражающееся в оставлении столь очевидных следов преступления и трате времени на создание надписи, чтобы поставить в тупик полицию, является нехарактерным для большинства известных типов убийц.

## В популярной культуре
- Тема настенной надписи на Гоулстон-стрит обыгрывается в комиксе «Из ада» (1991—1996), художественных фильмах «Убийство по приказу» (1979), «Из ада» (2001).
- В компьютерной игре — квесте Sherlock Holmes vs. Jack the Ripper также присутствует эпизод с надписью на Гоулстон-стрит[26].
- The Men That Will Not Be Blamed for Nothing[англ.] — название стимпанковой группы из Лондона.

## Комментарии
1. ↑  Компания «Образцовое жильё» (англ. Model dwellings company) занималась в Викторианском Лондоне строительством «образцового жилья» для рабочего класса, стремясь улучшить жилищные условия рабочих.
2. ↑  Возможный смысловой перевод на русский язык: «Эти ивреи (sic) — это такие люди, что не будут обвинёнными зазря».
3. ↑  Возможный смысловой перевод на русский язык: «Эти ивреи (sic) — это не те люди, которые будут обвинёнными зазря».
4. ↑  Возможный смысловой перевод на русский язык: «Эти ивреи (sic) — это не те люди, чтобы быть обвинёнными зазря».
5. ↑  Джон Пицер[англ.] — польский еврей, работавший сапожником в Уайтчепеле.
6. ↑  Имеется в виду убийство Энни Чэпмен. В дальнейшем подозрения в отношении Пицера в совершении и этого убийства не подтвердились.
7. ↑  Подробнее о двойном отрицании в английском языке см. здесь[15].
8. ↑  Дословный перевод с французского языка — «еврейки».
9. ↑  В соответствии с масонским учением, «убийцы Хирама Абифа носят имена Джубело, Джубела и Джубелум; всех троих вместе называют „Джуис“ (Juwes). Сами по себе эти имена звучат как символы; мы обратили внимание лишь на то, что все они содержат корень „Джубел“. Это слово очень похоже на арабское „джубель“ (иначе „джебель“ или „джубаль“), то есть гора»[19].
10. ↑  В 2001 году по мотивам данного комикса был снят также одноимённый художественный фильм.